# Gouvernement Jekaterinenburg
Het  gouvernement Jekaterinenburg (Russisch: Екатеринбургская губерния, Jekaterinboerskaja goebernija) was een gouvernement (goebernija) van de Russische Socialistische Federatieve Sovjetrepubliek. Het bestond van 1918 tot 1929. Het gouvernement ontstond uit het gouvernement Perm en het gebied ging op in de oblast Oeral. De hoofdstad was Jekaterinenburg.